# Kate Polinová
Kate Polinová (nepřechýleně Kate Polin; * 10. června 1967, Le Petit-Quevilly) je francouzská umělecká portrétní fotografka.

## Ocenění
- 2011 - První cena soutěže FNAC, Francie.[1]

## Výstavy
- 2011 - Festival Printemps des poètes, výstava, Rouen, Francie.
- 2010 - Estrapade, výstava, Paříž, Francie.
- 2009 - Galerie MAMA, výstava, Rouen, Francie.
- 2008 - Buquet, výstava, Elbeuf, Francie.
- 2008 - Nula, výstava, Rouen, Francie.

## Galerie
- 2011 - Gallery Millennium Images, Londýn, Anglie.[2]
- 2008 - Galerie Art Confrontations, Rouen, Francie.[3]

## Workshopy
- 2011 - Workshop se Sergem Picardem, Arles, Francie.[4]
- 2008 - Workshop s Antoinem D'Agatou, Arles, Francie.[5]